# Michael von Biel
Michael von Biel (* 30. Juni 1937 in Hamburg) ist ein deutscher Komponist, Cellist und Maler.

## Leben und Werk
Von Biel, 1937 in Hamburg geboren, studierte in Toronto, Wien, New York (u. a. bei Morton Feldman), London und Köln (bei Karlheinz Stockhausen). Von 1961 bis 1963 besuchte er die Darmstädter Ferienkurse für Neue Musik. 1964 erhielt er einen Kompositionsauftrag des WDR für die elektronische Musik „Fassung“. 1965/66 war er Composer in Residence der State University of New York in Buffalo. Seit 1966 lebte Michael von Biel in Köln, wo er mit Künstlern der Fluxus-Bewegung in Kontakt kam. 1968/69 studierte er bei Joseph Beuys an der Düsseldorfer Kunstakademie. Seither entstanden vorwiegend Arbeiten im bildnerischen Bereich. Seit dem Tod seiner Lebensgefährtin 2005 lebt er in Tübingen.
Von Biel komponierte u. a. drei Streichquartette (1. Streichquartett, 1962; 2. Streichquartett, 1962; Quartett mit Begleitung, 1965), elektronische Werke (Fassung, 1963/64; deklination, 1965), ein Cellokonzert, viele Werke für Cello solo und Klaviermusik. Sein Jagdstück (1966) für Blechbläser, Kontrabass, Tonband und mikrophonierte (Garten-)Grills ist wahrscheinlich teilweise von Biels Kontakten zu Künstlern der Fluxus-Bewegung geprägt.

## Kompositionen (Auswahl)
- Für Klavier no.1–3 (three piano pieces for Morton Feldman), for piano four-hands (1960–1961)
- Book for Three, for violin and two pianos, or three pianos (1961–1962)
- Doubles, 29 pieces for violin and piano (1961)
- String Quartet No. 1 (1962)
- String Quartet No. 2 (1963)
- Fassung, electronic music for four loudspeaker groups(1963–1964)
- Quartett mit Begleitung, for string quartet and cello (1965)
- deklination, for alto voice, piano, 3 percussionists, harp, cello, contrabass, and electronics  (1965)
- Welt I and II, action scores (1965–1966)
- The Plain Near S'Cairn, for five or more winds and five or more strings (1966)
- Jagdstück for brass, contrabass, tape, and amplified barbecues (1966)
- Composition for orchestra (1968)
- Deutsche Landschaften, for solo cello (1970)
- Cello Concerto (1971)
- Übungsstück, for solo cello with filtered feedback (1971)
- Preludes, for cello (1972)
- 13 traditionelle Stücke, for 2 guitars (1974–1977)
- Pieces for two guitars (1976)
- Fragment, for two electric guitars (1981)
- Nineteen Pieces for piano, synthesizer, glockenspiel, percussion, and electric guitar (1985)
- Twenty-eight Pieces for Piano (1987–1989)
- Acht Projekt (Aufsatzstück), for piano (1992)
- Pieces for piano (1992)

## Buchveröffentlichungen
- Nachbilder, Salon Verlag, 2000, ISBN 978-3-89770-084-0
- 54/55, Salon Verlag, 2005, ISBN 978-3-932189-45-6
- Portraits, Salon Verlag, 2010, ISBN 978-3-89770-366-7
- Kreativ sein. In: Christian Julmi (Hrsg.): Gespräche über Kreativität. Projektverlag, Bochum/Freiburg 2013, S. 147–161